# Bengaalse oehoe
De Bengaalse oehoe (Bubo bengalensis) is een oehoe uit de familie Strigidae.

## Kenmerken
Hij wordt 53 cm groot. In vergelijking met de oehoe (Bubo bubo) is hij aanzienlijk kleiner. Opvallend zijn zijn oranjerode ogen.

## Leefwijze
De Bengaalse oehoe voedt zich met ratten, muizen, kikkers en kleinere vogels.

## Voortplanting
Deze uil legt 4 tot 6 eieren per legsel.

## Verspreiding en leefgebied
Deze soort komt voor in de westelijke Himalaya, India en Pakistan.